# Число Аббе
Число Аббе ({\displaystyle V}-число) — безрозмірнісна величина, що використовується в оптиці як міра дисперсії світла в прозорих середовищах. Чим воно менше, тим більша дисперсія і тим сильніша хроматична аберація середовища.

## Визначення
Число Аббе зазвичай визначається як:

К — легкі крони; ФК — фосфатні крони; ТФК — важкі фосфатні крони; К — крони; БК — баритові крони; ТК — важкі крони; КФ — кронфлінти: БФ — баритові флінти; ТБФ — важкі баритові флінти; ЛФ — легкі флінти; Ф — флінти; ТФ — важкі флінти; СТФ — надважкі флінти; СТК — надважкі крони.

{\displaystyle V={\frac {n_{D}-1}{n_{F}-n_{C}}},} 
де {\displaystyle n_{C}}, {\displaystyle n_{D}}, {\displaystyle n_{F}} —  показники заломлення середовища на довжинах хвиль, відповідних фраунгоферових лініях C (656,3 нм), D (589,2 нм) та F (486,1 нм). Таке визначення (для ліній водню) дається за замовчуванням, але іноді замість ліній водню використовують лінії гелію або ртуті. Число Аббе для гелію:
{\displaystyle V_{d}={\frac {n_{d}-1}{n_{F}-n_{C}}}.}
Тут замість D-лінії водню використовується d-лінія гелію (587,5618 нм). Число Аббе для ртуті:
{\displaystyle V_{e}={\frac {n_{e}-1}{n_{F}'-n_{C}'}}.}
Тут використовується e-лінія ртуті (546,073 нм) і лінії кадмію C '(643,8 нм), F' (480,0 нм). У найпоширенішого мінерального скла число Аббе порівнює 59, у полімеру CR-39 — 58, а у полікарбонату — 32. Названо на честь німецького фізика Ернста Аббе.

## Діаграма Аббе
Діаграмою Аббе називають двовимірну діаграму, на осях якої відкладаються числа Аббе {\displaystyle v_{D}} і  показники заломлення  оптичного скла {\displaystyle n_{D}}. На діаграмі відзначаються області, які відповідають різним типам скла, наприклад  крон,  флінт,  боросилікатне, та інші.